# Assedio di Takatenjin (1574)
Il primo assedio di Takatenjin avvenne nel 1574, quando fu attaccato dalle forze di Takeda Katsuyori. La guarnigione del castello era comandata da Ogasawara Nagatada, che teneva la fortezza per Tokugawa Ieyasu. Nagatada si arrese ai Takeda e divenne un loro servitore, ricevendo il distretto di Omusu nella provincia di Suruga come feudo, dove egli rimase apparentemente neutrale fino all'inviasione del Kai del 1582.